# ديونيغي تيتامانزي
ديونيغي تيتامانزي (بالإيطالية: Dionigi Tettamanzi)‏‏ (14 مارس 1934 - 5 أغسطس 2017) هو كاردينال في الكنيسة الرومانية الكاثوليكية. وهو كاردينال أبرشية الرومان الكاثوليك في ميلانو (2002 - 2011)، وعمل سابقاً رئيس أبرشية الرومان الكاثوليك في جنوى.

## روابط خارجية
- ديونيغي تيتامانزي على موقع مونزينجر (الألمانية)